# Tim Floyd
Tim Floyd, né le 25 février 1954, à Hattiesburg, au Mississippi, est un joueur et entraîneur américain de basket-ball.